# Memoriał Agaty Mróz-Olszewskiej 2010
II edycja Memoriału Agaty Mróz-Olszewskiej odbyła się w dniach 17-19 września 2010 roku w Spodku w Katowicach.

## Uczestnicy
- Chorwacja
- Czechy
- Polska
- Serbia

### Tabela
Tabela
| Poz. | Reprezentacja | Pkt | Mecze | Mecze | Mecze | Małe punkty | Małe punkty | Małe punkty | Sety | Sety | Sety  |
| Poz. | Reprezentacja | Pkt | M     | Z     | P     | zdob.       | str.        | ratio       | wyg. | prz. | ratio |
| ---- | ------------- | --- | ----- | ----- | ----- | ----------- | ----------- | ----------- | ---- | ---- | ----- |
| 1    | Polska        | 5   | 3     | 2     | 1     | 304         | 289         | 1.052       | 8    | 6    | 1.333 |
| 2    | Serbia        | 5   | 3     | 2     | 1     | 318         | 315         | 1.009       | 8    | 7    | 1.143 |
| 3    | Chorwacja     | 4   | 3     | 1     | 2     | 275         | 270         | 1.019       | 6    | 6    | 1.000 |
| 4    | Czechy        | 4   | 3     | 1     | 2     | 262         | 285         | 0.919       | 5    | 8    | 0.625 |

## Mecze
| 17.09.2010 | Chorwacja | 2:3 (25:15, 25:22, 15:25, 21:25, 20:22) | Serbia |

| 17.09.2010 | Polska | 3:2 (25:14, 25:12, 19:25, 19:25, 17:15) | Czechy |

| 18.09.2010 | Polska | 3:1 (18:25, 25:20, 25:21, 25:22) | Chorwacja |

| 18.09.2010 | Serbia | 2:3 (19:25, 25:19, 25:19, 20:25, 10:15) | Czechy |

| 19.09.2010 | Polska | 2:3 (25:20, 23:25, 27:25, 19:25, 12:15) | Serbia |

| 19.09.2010 | Czechy | 0:3 (16:25, 28:30, 24:26) | Chorwacja |

## Klasyfikacja końcowa
| Miejsce | Reprezentacja |
| ------- | ------------- |
| 1.      | Polska        |
| 2.      | Serbia        |
| 3.      | Chorwacja     |
| 4.      | Czechy        |

| ZWYCIĘZCA II MEMORIAŁU im. AGATY MRÓZ-OLSZEWSKIEJ |
| ------------------------------------------------- |
| POLSKA 2. TYTUŁ                                   |

## Nagrody indywidualne
| Najlepsza atakująca | Najlepsza blokująca | Najlepsza zagrywająca    | Najlepsza przyjmująca | Najlepsza libero | Najlepsza rozgrywająca | Najlepsza punktująca | Najlepsza zawodniczka (MVP) |
| ------------------- | ------------------- | ------------------------ | --------------------- | ---------------- | ---------------------- | -------------------- | --------------------------- |
| Senna Usić          | Maja Poljak         | Agnieszka Bednarek-Kasza | Jovana Vesović        | Julie Jášová     | Ana Antonijević        | Aneta Havlíčková     | Małgorzata Glinka-Mogentale |